# 房旷
房旷（？—？），字思远，清河郡东武城县（今河北省衡水市故城县），前燕、前秦官员。

## 生平
房旷年少时神态英俊。建元七年（371年），前秦消灭了前燕，秦宣昭帝苻坚问王猛说：“函谷关以东很多官吏，得到了几人？”王猛说：“两个半人。”苻坚说：“一定是申绍、韩胤和只有一眼的房旷。”房旷曾经被流箭射伤一只眼。建元八年（372年）春季二月，前秦任命房旷为尚书左丞，征召房旷的哥哥房默以及清河崔逞、燕郡韩胤为尚书郎，北平阳陟、田勰、阳瑶为著作佐郎，郝略为清河相。这些人都是函谷关以东享有声望的士人，由王猛所荐举的。